# Sent Cristau (Alta Garona)
Sent Cristau (també en occità) (en francès: Saint-Christaud) és un municipi francès del department de l'Alta Garona, a la regió d'Occitània.